# Großalmerode
Großalmerode é um município da Alemanha, situado no distrito de Werra-Meißner, no estado de Hesse. Tem 37,62 km² de área, e sua população em 2019 foi estimada em 6.408 habitantes.